# Joana de Navarra, condessa de Foix
Joana de Évreux ou Joana de Navarra (1382 — Bearne, julho de 1413) foi uma infanta de Navarra, a filha mais velha do rei Carlos III de Navarra e de Leonor de Castela. Recebeu seu nome em homenagem à sua tia, Joana, futura duquesa da Borgonha e rainha da Inglaterra.
Em 1401, ela foi prometida em casamento a Martim I da Sicília, viúvo de Maria da Sicília, mas não chegaram a se casar. Martim desposaria, no ano seguinte, a irmã mais nova de Joana, Branca.
Também em 1402, com a morte de seus irmãos Carlos (nascido em 15 de agosto de 1397) e Luís (nascido em 1401), Joana se tornou a herdeira do trono de Navarra, reconhecida em 3 de dezembro daquele ano, em Olite. Nesse ínterim, ela casou com João I, conde de Foix, em 12 de novembro.
Joana chegou a atuar como regente durante ausência de seus pais. Ela veio a falecer em julho de 1413, em Béarn, com cerca de 31 anos de idade. Nao deixou filhos. A herança de Navarra então passou para sua irmã mais nova, rainha viúva da Sicília, que se tornou Branca I de Navarra, a última da dinastia de Évreux. João de Foix permaneceu viúvo por nove anos. Sua segunda esposa também se chamava Joana.